# Лупулешти (Алба)
Лупулешти (рум. Lupulești) насеље је у Румунији у округу Алба у општини Бучум. Oпштина се налази на надморској висини од 776 m.

## Становништво
Према подацима из 2002. године у насељу је живело 38 становника, од којих су сви румунске националности.